# استیو ریوز
استیون لستر ریوز (انگلیسی: Steve Reeves; ۲۱ ژانویهٔ ۱۹۲۶ – ۱ مهٔ ۲۰۰۰) بدن‌ساز حرفه‌ای، بازیگر و بشردوست آمریکایی بود. او در اواسط دهه ۱۹۵۰ به عنوان یک ستاره فیلم در فیلم‌های شمشیر و صندل ایتالیایی مشهور شد و در نقش شخصیت‌های عضلانی مانند هرکول، جالوت و ساندوکان را بازی کرد. اگر چه بیشتر شهرت او بازی در نقش هرکول است، ولی او تنها دو بار این شخصیت را در آثار هرکول (۱۹۵۸) و هرکول آزادشده (۱۹۵۹) بازی کرد.

## فیلم‌شناسی
- هرکول (۱۹۵۸)
- هرکول آزادشده (۱۹۵۹)
- حاجی مراد، شیطان سفید (۱۹۵۹)
- جالوت و بربرها (۱۹۵۹)
- آخرین روزهای پمپئی (۱۹۵۹)
- نبرد ماراتون (۱۹۶۰)
- مورگان، دزد دریایی (۱۹۶۰)
- دزد بغداد (۱۹۶۱)
- اسب تروآ (۱۹۶۱)
- رموس و رمولوس (۱۹۶۱)
- برده (۱۹۶۲)
- افسانه آینیاس (۱۹۶۲)
- ساندوکان بزرگ (۱۹۶۳)
- دزدان دریایی مالزی (۱۹۶۴)
- یک سواری طولانی از جهنم (۱۹۶۸)

## بازنشستگی
استیو ریوز به چند دلیل تصمیم به بازنشستگی گرفت: استرس، آسیب دیدگی و افت بازار برای نوع فیلم هایش. او درآمد کافی برای بازنشستگی به دست آورده بود و به (۱۵۰ هکتار مزرعه) که در جکسونویل درست در خارج از مدفورد، اورگان - (۵۳ کیلومتری) شمال مرز کالیفرنیا خریداری کرد، نقل مکان کرد. وی بعداً یک مرتع در والی سنتر، کالیفرنیا خریداری کرد و تا آخر عمر خانه‌اش بود. ریوز اسب پرورش داد و بدن سازی بدون دارو را تبلیغ کرد. دو دهه آخر زندگی او در دره مرکز، کالیفرنیا سپری شد و در آنجا با پس انداز کار حرفه‌ای فیلم خود یک مزرعه خریداری کرد و تا زمان مرگ همسر دوم‌اش،  آلین (۱۹۸۹) در آنجا زندگی کرد.

## درگذشت
در اول ماه مه سال ۲۰۰۰، ریوز پس از جراحی دو روز زودتر بر اثر لخته خون (ترومبوز) درگذشت. وی در بیمارستان پالومار در اسکوندیدو، کالیفرنیا درگذشت.